# Kevin Jepsen
Kevin Martin Jepsen, född den 26 juli 1984 i Anaheim i Kalifornien, är en amerikansk före detta professionell basebollspelare som spelade tio säsonger i Major League Baseball (MLB) 2008–2016 och 2018. Jepsen var högerhänt pitcher.
Jepsen spelade för Los Angeles Angels of Anaheim (2008–2014), Tampa Bay Rays (2015), Minnesota Twins (2015–2016), Rays igen (2016) och Texas Rangers (2018). Han användes uteslutande som reliever (inhoppare) och spelade 469 matcher i grundserien, under vilka han var 18–33 (18 vinster och 33 förluster) med en earned run average (ERA) på 4,00 och 373 strikeouts.
Jepsen tog brons för USA vid olympiska sommarspelen 2008 i Peking.

## Karriär

### Major League Baseball

#### Los Angeles Angels of Anaheim

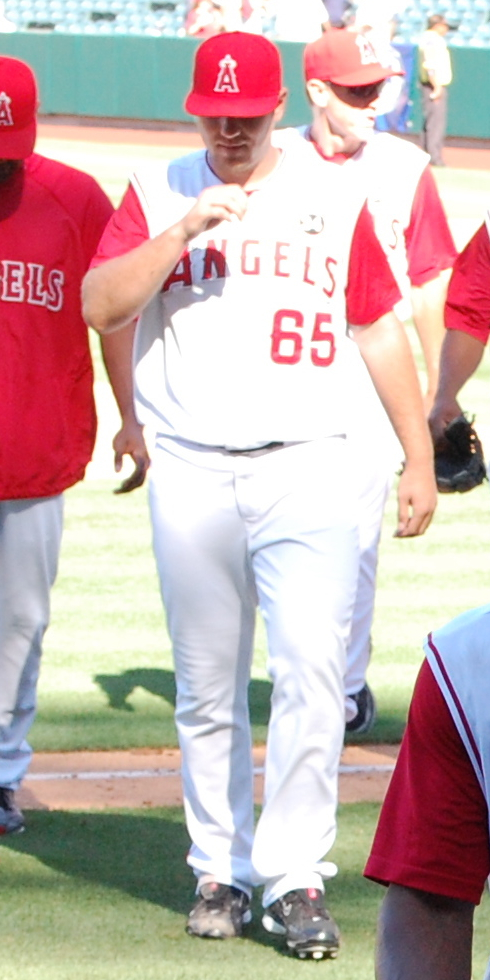
Jepsen i Los Angeles Angels of Anaheims dräkt 2009.

Jepsen draftades av Anaheim Angels 2002 som 53:e spelare totalt direkt från high school och redan samma år gjorde han proffsdebut i Angels farmarklubbssystem. Det dröjde dock ända till den 8 september 2008 innan han fick göra sin första match i MLB för klubben, som då hade bytt namn till Los Angeles Angels of Anaheim. Bara ett par veckor dessförinnan hade han deltagit i OS i Peking (se nedan).
En knäoperation gjorde att Jepsen missade en del av 2011 års säsong, men han kom tillbaka starkt 2012 med en ERA på 3,02 på 44,2 innings pitched. Inför 2013 års säsong skrev han på en ettårig förlängning av kontraktet med Angels värd knappt 1,2 miljoner dollar, och parterna undvek därigenom ett skiljeförfarande.
Under inledningen av 2013 års säsong besvärades Jepsen av sin högra axel och placerades därför på skadelistan. När han kom tillbaka var han helt skadefri och spelade bättre. Mot slutet av säsongen drabbades han av blindtarmsinflammation och tvingades genomgå en operation. Han deltog i 45 matcher under säsongen med en ERA på 4,50. Efter säsongen skrev han på ett nytt ettårskontrakt med Angels, denna gång värt knappt 1,5 miljoner dollar, och parterna undvek ånyo ett skiljeförfarande.
Under 2014 spelade Jepsen bra och var 0–2 med en ERA på 2,63 på 74 matcher. Efter säsongen trejdade Angels honom till Tampa Bay Rays.

#### Tampa Bay Rays
Jepsen trejdades till Minnesota Twins efter mindre än en säsong, i slutet av juli 2015. Han var då 2–5 med en ERA på 2,81 på 46 matcher.

#### Minnesota Twins
Under resten av 2015 spelade Jepsen bra. På 29 matcher var han 1–1 med en ERA på 1,61 och tio saves på elva save opportunities. Totalt under säsongen spelade han 75 matcher, flest bland alla pitchers i American League.
2016 gick däremot sämre för Jepsen och i juli släpptes han av Twins. Han var då 2–5 med en ERA på 6,16 och sju saves på elva save opportunities på 33 matcher.

#### Tampa Bay Rays igen
Efter bara några dagar kom Jepsen överens med sin gamla klubb Tampa Bay Rays. Under resten av 2016 var han 0–1 med en ERA på 5,68 på 25 matcher. Efter säsongen blev han free agent.

#### Arizona Diamondbacks
Inför 2017 års säsong skrev Jepsen på ett minor league-kontrakt med Arizona Diamondbacks och bjöds in till klubbens försäsongsträning, men han lyckades inte ta en plats i spelartruppen inför säsongsstarten.

#### Washington Nationals
I slutet av juni 2017 skrev Jepsen på ett minor league-kontrakt med Washington Nationals. Han hade då återhämtat sig efter att ha haft besvär med lårmuskeln under våren. Han fick dock bara spela för Nationals högsta farmarklubb Syracuse Chiefs. Efter säsongen blev han free agent.

#### Texas Rangers
Jepsen gjorde ett nytt försök med ett minor league-kontrakt inför 2018 års säsong, denna gång med Texas Rangers, och den här gången lyckades han ta en plats i spelartruppen. Hans spel lämnade dock en del övrigt att önska och han petades från spelartruppen i slutet av maj. Han var då 0–3 med en ERA på 5,94 på 21 matcher. När ingen annan klubb visade intresse för honom valde han att bli free agent. Hans karriär var därmed över.

### Internationellt
Jepsen tog brons för USA vid olympiska sommarspelen 2008 i Peking. Han deltog i fyra matcher, däribland bronsmatchen mot Japan, och tillät inte motståndarna att göra någon poäng mot honom. Han var 0–0 med en save.